# Référendums de 2020 au New Jersey
Trois référendums ont lieu le 3 novembre 2020 au New Jersey. La population est amenée à se prononcer sur les sujets suivant :
- Légalisation du cannabis ;
- Extension des pensions aux vétérans en période de paix ;
- Report du redécoupage électoral.